# باکال (استان گائو)
باکال (به لاتین: Bakal) یک منطقهٔ مسکونی در مالی است که در حلقه گائو واقع شده‌است.